# 陽翟
陽翟，中國古代地名，為今日河南禹州市。
傳說是夏禹建國時的首都。在東周周襄王時，狄人入侵此地而得名。公元前408年，韩景侯将韩国国都自平阳迁至阳翟。公元前375年，韩哀侯将都城从阳翟迁至新郑，但阳翟仍然是韩国重要的商业城市，秦國名相吕不韦曾經在此经商活动。考古调查表明，河南禹州阳翟故城周长3000米，城内面积50万平方米，时代战国前期为韩国都城，秦汉颍川郡治阳翟县城。
在明朝洪武時期曾經改名叫鈞州，到萬曆時，因避諱明神宗「朱翊钧」的“钧”字，故改為禹州。